# Fjalar (namn)
Fjalar är ett nordiskt (isländskt) namn, avlett av isländskans fela som betyder 'dölja'.
I Snorre Sturlasons Edda förekommer namnet på både dvärgar och jättar. Fjalar är ovanligt i Sverige, men i Finland är det desto vanligare där namnet har namnsdag 24/10. Johan Ludvig Runeberg har skrivit en dikt med namnet Kung Fjalar (1844). I Sverige har namnet använts sedan 1881 då nationalromantiken blomstrade. I Sverige fanns det 2014 75 män med namnet Fjalar, varav 22 hade det som tilltalsnamn. I Finland finns det ungefär 500 män som heter Fjalar. 
I den finlandssvenska namnsdagslängden har Fjalar namnsdag 24 oktober sedan starten 1929, då en egen namnsdagskalender togs i bruk för finlandssvenskar.
Fjalar var namnet på en av de hästar som Astrid Lindgrens hjältar Karl och Jonatan Lejonhjärta red på i Nangijala.